# Napochi
Napochi, pleme američkih Indijanaca koje je obitavalo duž rijeke Black Warrior u ameriočkoj državi Alabama. Jezično su pripadali porodici Muskhogean i najvjerojatnije bliže srodni s Choctawima. O Napochima se prvi puta čuje početkom kolonizacije država Zaljeva 1559 koju provodi Don Tristan de Luna. Kasnija njihova sudbina postaje zagonetka. Čini se, bilo je borbe 1560. s Coosa Indijancima kojima su pomagali ljudi Don Tristan de Lune, nakon čega su napustili Black River. U to vrijeme njihov broj mogao bi biti oko 1,000 ljudi. Napochi Indijanci moguće su se udružili s Creekima, za koje kaže Swanton da se među njima do skorog vremena (rano 20. st., op.) ime Napochi sačuvalo kao ratno ime. Postoji i razmišljanje da su se udružili s Chickasawima koji sada žive u Oklahomi. Iberville 1700. među ovim plemenom, čini se, pronalazi njihove potomke. Swanton ima i teoriju da bi Acolapissa s Pearl rivera i Quinipisa iz Louisiane možda dijelovi istog plemena.

## Vanjske poveznice
- Napochi  Arhivirana inačica izvorne stranice od 21. rujna 2016. (Wayback Machine)